# (357439) 2004 BL86
(357439) 2004 BL86 – planetoida z grupy Apollo, przelatująca blisko Ziemi. Odkryta 30 stycznia 2004 w projekcie LINEAR, przeleciała w pobliżu Ziemi 26 stycznia 2015 o godz. 16:20 UT w odległości 3,1 LD.

## Zbliżenie do Ziemi
W dniach 26–27 stycznia 2015 planetoida na krótko pojawiła się z jasnością 9m w pobliżu równika niebieskiego. Była słabo widzialna i bez dobrego sprzętu obserwatorskiego można było ją pomylić z szybko poruszającymi się satelitami. W pobliżu punktu największego zbliżenia planetoida poruszała się z prędkością około 2,5 stopnia na godzinę (2,5 sekund kątowych na sekundę). 27 stycznia 2015 o 04:37 czasu uniwersalnego przeszła do opozycji względem Słońca. Ok. 5:00 znalazła się w pobliżu gromady Żłóbek.
26 stycznia 2015 znalazła się najbliżej Ziemi na kolejne 200 lat i była najbliższym obiektem o takim rozmiarze przechodzącym w pobliżu Ziemi (następnym będzie planetoida (137108) 1999 AN10, która zbliży się na odległość porównywalną z odległością Księżyca od Ziemi w 2027).
Obserwatorium Goldstone wykryło, że 2004 BL86 posiada księżyc o średnicy ok. 70 m.

## Galeria

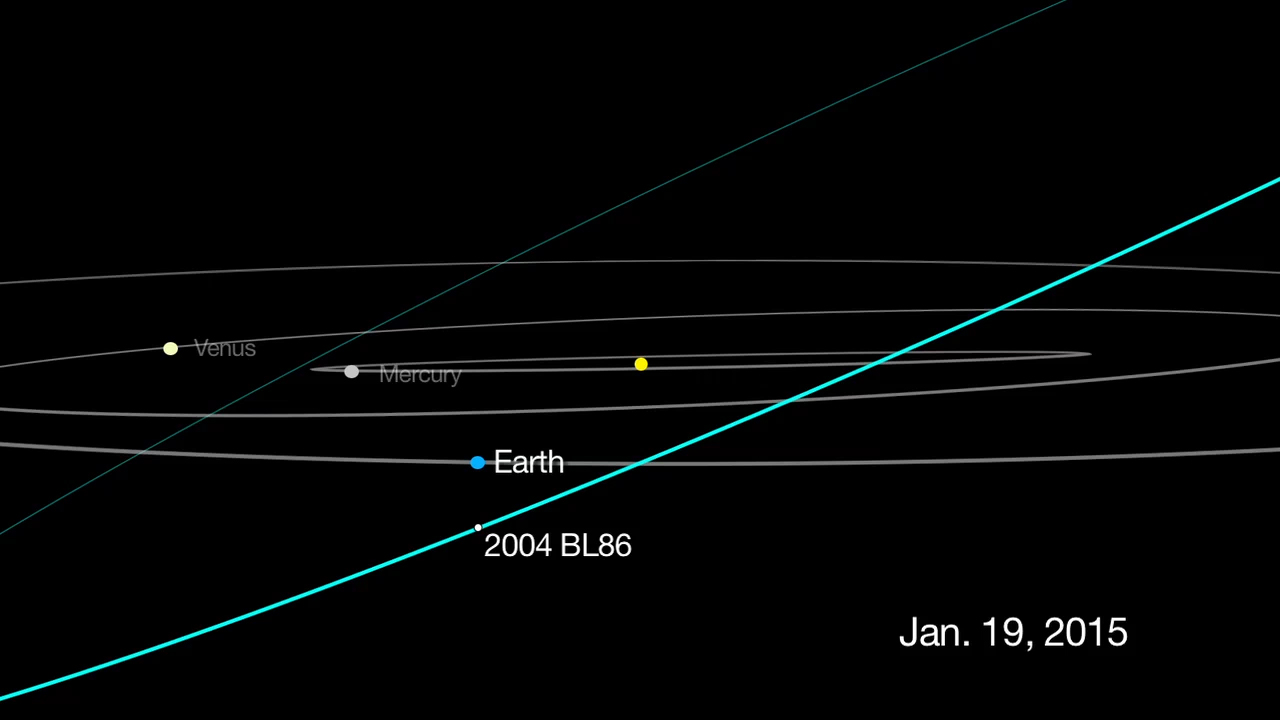
Asteroida 2004 BL86 bezpiecznie mija Ziemię 26 stycznia 2015
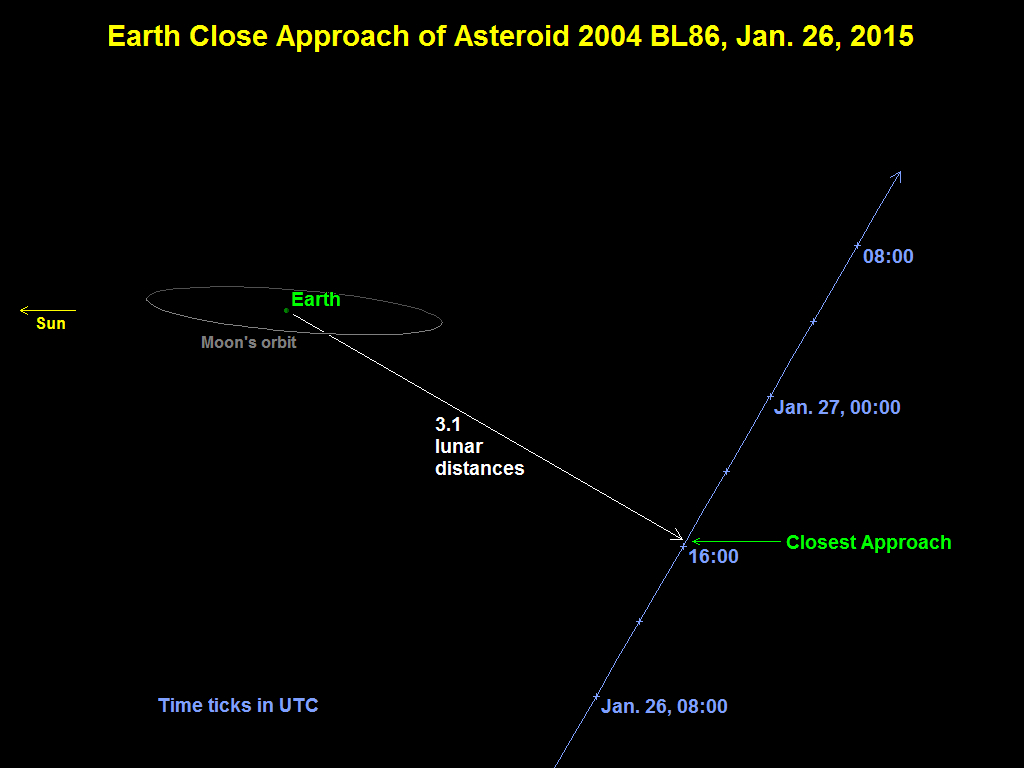
Trajektoria 2004 BL86 podczas zbliżenia się do Ziemi
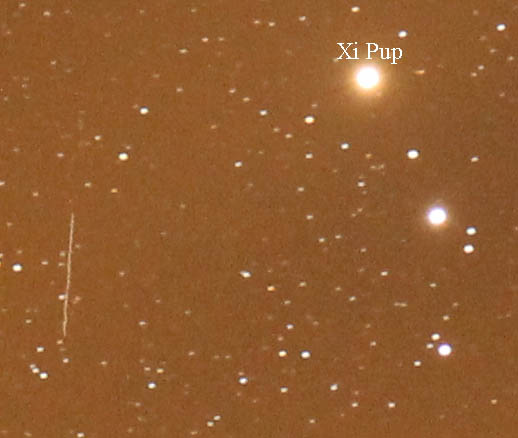
Ślad 2004 BL86 (po lewej) w pobliżu Azmidiske